# Fahsa
 (avril 2017).
Si vous disposez d'ouvrages ou d'articles de référence ou si vous connaissez des sites web de qualité traitant du thème abordé ici, merci de compléter l'article en donnant les références utiles à sa vérifiabilité et en les liant à la section « Notes et références ».
La fahsa (arabe : فحسة) est un plat traditionnel originaire du Yémen, de la région de Sanaa.
Il s'agit d'un ragoût au bouillon d'agneau à base de côtelettes d'agneau, assaisonné avec des épices et de la holba (fenugrec), ajoutés après la préparation.
Une variante peut se cuisiner avec du veau à la place de l'agneau.